# Barak (exkláva)
Barak (kyrgyzsky Барак, rusky Барак) je kyrgyzská exkláva o rozloze 4 km² v Uzbekistánu. Jedná se o jednu obec, která administrativně náleží ke Kara-Sujskému rajonu Ošské oblasti Kyrgyzstánu, celé její katastrální území je obklopeno Andižanskou oblastí Uzbekistánu. Od zbytku mateřského státu je Barak oddělen pouze 1,5 km širokým koridorem. Po rozpadu Sovětského svazu se stala exkláva důvodem konfliktů mezi oběma zeměmi. V roce 1999 uzbecká strana zatarasila jedinou silnici, která spojovala osadu se zbytkem státu, čímž se exkláva stala téměř izolovanou. Kvůli přísnému pohraničnímu režimu a složité administrativě je pro obyvatele velmi složité z exklávy kamkoliv vycestovat. Žije zde 600 – 1 200 obyvatel. Počet a národnostní složení obyvatelstva se výrazně změnilo po etnických nepokojích v Ošské oblasti roku 2010. Do Baraku přišli uzbečtí uprchlíci z Kyrgyzstánu a přibližně 600 původních kyrgyzských starousedlíků bylo donuceno obec opustit a uprchnout do vlastního Kyrgyzstánu. 